# Sascha Kronburg
Sascha Kronburg, eigentlich Alexandrine Kronbourg, verheiratete Kronburg-Hayek und Kronburg-Roden (* 3. April 1893 in Wien; † 20. September 1985 in New York City) war eine österreichische Malerin, Grafikerin und Illustratorin.

## Familie
Sascha Kronburg war die Tochter eines Beamten und einer russischen Aristokratin. Von 1918 bis zur Scheidung 1923 war sie mit dem deutschen Schriftsteller, Journalisten und Übersetzer Max Hayek verheiratet. 1938 ehelichte sie den österreichischen Lyriker und Journalisten Max Roden.

## Leben
Kronburg besuchte zunächst 1917/1918 die Graphische Lehr- und Versuchsanstalt in ihrer Geburtsstadt Wien. Anschließend setzte sie ihre Studien von 1919 bis 1921 an der dortigen Kunstschule für Frauen und Mädchen bei Otto Friedrich fort. 1922 kehrte sie an die Graphische Lehr- und Versuchsanstalt zurück und wurde von Alfred Cossmann in Radiertechnik unterrichtet. Im Folgejahr besuchte sie ein Semester lang die Malklasse von Karl Sterrer an der Akademie der bildenden Künste Wien.
Bereits während ihrer Ausbildung begann Kronburg als Illustratorin für verschiedene Zeitschriften zu arbeiten. Hierzu gehörten Die Muskete, Wiener Mode, Donauland, Leipziger Illustrierte Zeitung und Westermanns Monatshefte. Auch für Reclams Universum arbeitete sie. Sie war Mitglied der Wiener Frauenkunst und des Zentral-Verbandes bildender Künstler Österreichs und nahm an deren Ausstellungen teil. Auch der Österreichischen Exlibris Gesellschaft gehörte sie an.
Im August 1939 emigrierte Kronburg mit ihrem zweiten Ehemann Max Roden – der jüdischen Glaubens war, während sie von den Nationalsozialisten als „arisch“ eingestuft wurde – in die USA. Dort lebten sie zunächst ein Jahr in Pennsylvania und zogen dann dauerhaft nach New York. Kronburg erhielt einige Aufträgen für Gebrauchsgrafiken, wobei Otto Kallir sie unterstützte, ging aber auch anderen Erwerbstätigkeiten nach. Ab 1946 war sie als freischaffende Künstlerin und Gebrauchsgrafikerin tätig, womit sie den Lebensunterhalt für sich und ihren Ehemann verdiente.
1985 starb sie im Alter von 92 Jahren in New York City. Ihr künstlerischer Nachlass wurde in die Sammlung Wilfried Daim aufgenommen.

## Werk
Kronburg malte vorwiegend Aquarelle, die eine weltentrückte, verträumte Stimmung vermitteln. Ihre sehr detailliert dargestellten Figuren, die in kahlen Räumen auftreten, wirken oft isoliert und fern des Alltagslebens. Sabine Plakolm-Forsthuber sieht darin Parallelen zu Werken von Albert Paris Gütersloh aus den 1920er Jahren. Ihrer Meinung nach überzeugen die sehr genau beschriebenen Figuren nur im Kleinformat, während Kronburg im Großformat ins Sentimentale abgleite, wie unter anderem bei dem Aquarell Mädchen mit Gräsern (1934). Neben figürlichen Darstellungen malte Kronburg, inspiriert durch ihre Reisen, auch Landschaftsaquarelle.
Kronburg wirkte außerdem als Radiererin und Stecherin. So machte sie 1922 mit einer Serie von Radierungen zum Sonnengesang von Franz von Assisi auf sich aufmerksam. Sie schuf Illustrationen für Zeitschriften und Bücher (unter anderem Werke ihrer Ehegatten), zahlreiche Exlibris, Vignetten und andere Gebrauchsgrafiken. Auch einige Grafiken mit sozialkritischen Motiven zählen zu ihrem Gesamtwerk.
Kronburg beschrieb 1934 im Rückblick ihren künstlerischen Stil zu Beginn ihrer Laufbahn so, dass sie zwar den Geist der zu dieser Zeit vorherrschenden Strömungen Expressionismus und Kubismus in sich aufnahm, aber bewusst ihren eigenen Weg ging, „dessen klassizistischen Aufbau [sie] vor dem Einzug der neuen Sachlichkeit für [sich] gesichert hatte“. Ihren späteren Arbeiten ordnete sie einem „aus der Anschauung und aus dem geistigen Erlebnis gebildeten Surrealismus“ zu. So war eine ihrer Illustrationen von Max Rodens Gedichtband Siebenheit (1935) in abstraktem Stil gefertigt.
Werke von Sascha Kronburg befinden sich unter anderem in den Sammlungen des Metropolitan Museum of Art, Moderna Museet, Museum Schloss Burgk und der Österreichischen Nationalbibliothek.
Illustrationen (Auswahl)
- Natur: Goethe. Fragment aus dem Tiefurter Journal. Pseudogoethischer Verfasser: Georg Christoph Tobler. Die Rahmen zeichnete Sascha Kronburg. Verlag der Wiener Graphischen Werkstätte, Wien 1922. Freies Deutsches Hochstift / Frankfurter Goethe-Museum[6]
- Max Hayek: Christina und ihr Diamant. Eine Parabel. Mit 7 Zeichnungen von Sascha Kronburg. Thyrsos-Verlag, Wien 1923.
- Das Hohelied / Salomo. Mit 6 Zeichnungen von Sascha Kronburg. Thyrsos-Verlag, Wien 1924.
- Max Hayek: Ein Mensch, der dich liebt. Betrachtungen, Parabeln, Gedichte. Mit Zeichnungen von Sascha Kronburg. A. Schroll & Co., Wien 1930.
- Max Roden: Siebenheit. Lyrische Dichtung. Kupferstiche von Sascha Kronburg. Verlag der Johannes-Presse, Wien 1935.

Weitere Werke (Auswahl)
- Das arme und das reiche Kind, um 1920, Gouache, Wasserfarben, Metalliclack und Graphit auf Papier, 30,5 × 26,7 cm, signiert rechts unten Sasha Kronburg, Metropolitan Museum of Art[7]
- Portrait of a Young Girl, um 1920, Graphit auf Papier, 44,5 × 30,2 cm signiert rechts unten Sasha Kronburg, Metropolitan Museum of Art[8]
- Serie von Radierungen zu Sonnengesang von Franz von Assisi, 1922
- Der Besuch, Aquarell, 1927 im Künstlerhaus Wien ausgestellt
- Die Demut, Aquarell, 1927 im Künstlerhaus Wien ausgestellt
- Mädchen mit Gräsern, Aquarell, 1934
- Exlibris Sándor Wolf (Wappen, oben Wolf mit Davidstern in Nachthimmel, unten Bücher und Trauben), 1935, schwarz-weißer Kupferstich; 6,5 × 5,8 cm, ÖNB (aus Sammlung Ankwicz-Kleehoven)[9]
- Zur Erde, Radierung, 25,5 × 21,7 cm, Moderna Musee
- Das Bäumchen des Lebens, Radierung, 11,5 × 9,7 cm, Moderna Museet
- Der Autor, Radierung, 18,3 × 13,5 cm, Moderna Museet
- Die Gewohnheit, Radierung, 18,3 × 13,9 cm, Moderna Museet
- Wenn sich Zwei lieben sollen, Radierung, 11,8 × 10 cm, Moderna Museet[10]

## Ausstellungen (Auswahl)
- 1919, 1920: Haus der jungen Künstlerschaft bzw. Galerie Miethke
- 1927: Künstlerhaus Wien
- 1930: Wiener Frauenkunst
- 1979: Galerie an der Stadtmauer, Villach (Einzelausstellung, mit Katalog)
- 1997: Im Hochsommer der Kunst 1890–1925, Universalmuseum Joanneum, Graz (mit Katalog)[2]
- 2004: Aufbruch und Idylle, Österreichische Nationalbibliothek, Wien (mit Katalog)
- 2016: Die schaffende Österreicherin. 90 Jahre Vereinigung Wiener Frauenkunst, Museum Zinkenbacher Malerkolonie, Sankt Gilgen[3]